# Puchar Europy Mistrzyń Krajowych siatkarek (1976/1977)
Puchar Europy Mistrzyń Krajowych 1977 – 17. sezon Pucharu Europy Mistrzyń Krajowych rozgrywanego od 1960 roku, organizowanego przez Europejską Konfederację Piłki Siatkowej (CEV) w ramach europejskich pucharów dla żeńskich klubowych zespołów siatkarskich "starego kontynentu".

## Drużyny uczestniczące
- Aalesund VBK
- Sollentuna Sztokholm
- ASKO DTJ Wiedeń
- Eczacıbaşı Stambuł
- SC Uni Bazylea
- Hermes Oostende
- Slávia Bratysława
- Leixoes Matosinhos
- VC Hannover
- Dinamo Moskwa
- Ruda Hvezda Praga
- ChKS Łódź
- Nim-Se Budapeszt
- ASU Lyon
- Dinamo Bukareszt
- Traktor Schwerin
- Crvena zvezda Belgrad
- VCH Heerlen
- Lewski-Spartak Sofia

## Rozgrywki

### Runda wstępna
| Data       | Drużyna 1         | Wynik | Drużyna 2            | Sety                              |
| ---------- | ----------------- | ----- | -------------------- | --------------------------------- |
| 06.11.1976 | Aalesund VBK      | 0:3   | Sollentuna Sztokholm | 11:15, 7:15, 9:15                 |
| 07.11.1976 | Aalesund VBK      | 0:3   | Sollentuna Sztokholm | 11:15, 14:16, 12:15               |
|            |                   |       |                      |                                   |
| 06.11.1976 | ASKO DTJ Wiedeń   | 3:2   | Eczacıbaşı Stambuł   | 10:15, 17:15, 11:15, 15:11, 15:11 |
| 13.11.1976 | ASKO DTJ Wiedeń   | 0:3   | Eczacıbaşı Stambuł   | 8:15, 9:15, 4:15                  |
|            |                   |       |                      |                                   |
| 07.11.1976 | Uni Bazylea       | 3:0   | Hermes Oostende      | 15:10, 15:12, 15:13               |
| 14.11.1976 | Uni Bazylea       | :     | Hermes Oostende      |                                   |
|            |                   |       |                      |                                   |
| 21.11.1976 | Slávia Bratysława | 3:0   | Leixoes Matosinhos   | 15:1, 15:0, 15:5, 0:31            |
|            | Slávia Bratysława | :     | Leixoes Matosinhos   |                                   |

### Runda 1/8
| Data       | Drużyna 1          | Wynik | Drużyna 2             | Sety                   |
| ---------- | ------------------ | ----- | --------------------- | ---------------------- |
| 16.12.1976 | VC Hannover        | 0:3   | Dinamo Moskwa         | 10:15, 14:16, 8:15     |
| 18.12.1976 | VC Hannover        | 0:3   | Dinamo Moskwa         | 4:15, 3:15, 3:15       |
|            |                    |       |                       |                        |
| 11.12.1976 | Ruda Hvezda Praga  | 3:0   | ChKS Łódź             | 15:8, 15:6, 15:11      |
|            | Ruda Hvezda Praga  | 3:0   | ChKS Łódź             | 15:11, 15:9, 15:11     |
|            |                    |       |                       |                        |
|            | Nim-Se Budapeszt   |       | ?                     |                        |
|            | Nim-Se Budapeszt   |       | ?                     |                        |
|            |                    |       |                       |                        |
|            | ASU Lyon           |       | ?                     |                        |
|            | ASU Lyon           |       | ?                     |                        |
|            |                    |       |                       |                        |
| 12.12.1976 | Eczacıbaşı Stambuł | 0:3   | Dinamo Bukareszt      | 12:15, 3:15, 4:15      |
| 19.12.1976 | Eczacıbaşı Stambuł | 0:3   | Dinamo Bukareszt      |                        |
|            |                    |       |                       |                        |
| 12.12.1976 | Traktor Schwerin   | 3:0   | Uni Bazylea           | 15:3, 15:4, 15:4       |
| 15.12.1976 | Traktor Schwerin   | 3:0   | Uni Bazylea           | 15:5, 15:4, 15:3       |
|            |                    |       |                       |                        |
| 11.12.1976 | Slávia Bratysława  | 3:0   | Crvena Zvezda Belgrad | 15:5, 15:6, 15:11      |
| 16.12.1976 | Slávia Bratysława  | 3:2   | Crvena Zvezda Belgrad |                        |
|            |                    |       |                       |                        |
| 11.12.1976 | VCH Heerlen        | 1:3   | Lewski-Spartak Sofia  | 5:15, 0:15, 15:8, 5:15 |
| 17.12.1976 | VCH Heerlen        | 0:3   | Lewski-Spartak Sofia  | 2:15, 2:15, 10:15      |

### Ćwierćfinał
| Data       | Drużyna 1         | Wynik | Drużyna 2            | Sety                     |
| ---------- | ----------------- | ----- | -------------------- | ------------------------ |
| 10.01.1977 | Ruda Hvezda Praga | 1:3   | Dinamo Moskwa        | 15:13, 10:15, 4:15, 8:15 |
| 17.01.1977 | Ruda Hvezda Praga | 0:3   | Dinamo Moskwa        | 9:15, 6:15, 12:15        |
|            |                   |       |                      |                          |
| 10.01.1977 | Nim-Se Budapeszt  | 3:0   | ASU Lyon             | 15:4, 15:5, 15:0         |
| 17.01.1977 | Nim-Se Budapeszt  | 3:0   | ASU Lyon             |                          |
|            |                   |       |                      |                          |
| 10.01.1977 | Traktor Schwerin  | 3:0   | Dinamo Bukareszt     | 15:4, 15:13, 15:9        |
| 17.01.1977 | Traktor Schwerin  | 1:3   | Dinamo Bukareszt     | 6:15, 15:4, 7:15, 9:15   |
|            |                   |       |                      |                          |
| 10.01.1977 | Slávia Bratysława | 3:0   | Lewski-Spartak Sofia | 15:6, 15:4, 18:16        |
| 17.01.1977 | Slávia Bratysława | 0:3   | Lewski-Spartak Sofia | 2:15, 4:15, 7:15         |

### Turniej finałowy
Izmir
Tabela
| Lp. | Drużyna              | Pkt | Mecze | Mecze | Mecze | Sety | Sety | Sety  |
| Lp. | Drużyna              | Pkt | M     | W     | P     | wyg. | prz. | ratio |
| --- | -------------------- | --- | ----- | ----- | ----- | ---- | ---- | ----- |
| 1   | Dinamo Moskwa        | 6   | 3     | 3     | 0     | 9    | 3    | 3.000 |
| 2   | Nim-Se Budapeszt     | 5   | 3     | 2     | 1     | 8    | 5    | 1.600 |
| 3   | Traktor Schwerin     | 4   | 3     | 1     | 2     | 4    | 7    | 0.571 |
| 4   | Lewski-Spartak Sofia | 3   | 3     | 0     | 3     | 3    | 9    | 0.333 |

Wyniki
| Data       | Drużyna 1        | Wynik | Drużyna 2            | Sety                           |
| ---------- | ---------------- | ----- | -------------------- | ------------------------------ |
| 11.02.1977 | Dinamo Moskwa    | 3:0   | Lewski-Spartak Sofia | 15:4, 15:4, 15:11              |
| 11.02.1977 | Nim-Se Budapeszt | 3:0   | Traktor Schwerin     | 15:9, 15:9, 10:15              |
|            |                  |       |                      |                                |
| 12.02.1977 | Traktor Schwerin | 3:1   | Lewski-Spartak Sofia | 10:15, 15:8, 15:8, 15:12       |
| 12.02.1977 | Dinamo Moskwa    | 3:2   | Nim-Se Budapeszt     | 7:15, 17:19, 15:9, 15:7, 15:6  |
|            |                  |       |                      |                                |
| 13.02.1977 | Nim-Se Budapeszt | 3:2   | Lewski-Spartak Sofia | 17:15, 15:13, 15:8, 15:9, 15:9 |
| 13.02.1977 | Dinamo Moskwa    | 3:1   | Traktor Schwerin     | 15:4, 15:6, 13:15, 15:11       |

## Klasyfikacja końcowa
| Miejsce | Drużyna              |
| ------- | -------------------- |
| złoto   | Dinamo Moskwa        |
| srebro  | Nim-Se Budapeszt     |
| 3.      | Traktor Schwerin     |
| 4.      | Lewski-Spartak Sofia |